# Diocesi di San Ignacio de Velasco
La diocesi di San Ignacio de Velasco (in latino Dioecesis Sancti Ignatii Velascani) è una sede della Chiesa cattolica in Bolivia suffraganea dell'arcidiocesi di Santa Cruz de la Sierra. Nel 2022 contava 250.000 battezzati su 280.000 abitanti. È retta dal vescovo Robert Herman Flock.

## Territorio
La diocesi comprende le seguenti province del dipartimento boliviano di Santa Cruz: Chiquitos, José de Miguel Velasco, Ángel Sandoval, Germán Busch e parte della provincia di Cordillera.
Sede vescovile è la città di San Ignacio de Velasco, dove si trova la cattedrale di Sant'Ignazio.
Il territorio è suddiviso in 25 parrocchie.

## Storia
Il vicariato apostolico di Chiquitos fu eretto il 27 gennaio 1930 con la bolla Apostolicae Sedi di papa Pio XI, ricavandone il territorio dalla diocesi di Santa Cruz de la Sierra (oggi arcidiocesi).
Il 13 dicembre 1951 cedette una porzione del suo territorio a vantaggio dell'erezione del vicariato apostolico di Ñuflo de Chávez.
Il 3 novembre 1994 il vicariato apostolico è stato elevato a diocesi con la bolla Solet catholica di papa Giovanni Paolo II e ha assunto il nome attuale.

## Cronotassi dei vescovi
Si omettono i periodi di sede vacante non superiori ai 2 anni o non storicamente accertati.
- Berthold Bühl, O.F.M. † (3 gennaio 1931 - 1941 dimesso)
- Juan Tarcisio Senner, O.F.M. † (25 febbraio 1942 - 1948 nominato vescovo ausiliare di Sucre)
- José Calasanz Rosenhammer, O.F.M. † (12 maggio 1949 - 21 agosto 1974 ritirato)
- Federico Bonifacio Madersbacher Gasteiger, O.F.M. † (21 agosto 1974 succeduto - 29 luglio 1995 ritirato)
- Carlos Stetter (29 luglio 1995 succeduto - 4 novembre 2016 ritirato)
- Robert Herman Flock, dal 4 novembre 2016

## Statistiche
La diocesi nel 2022 su una popolazione di 280.000 persone contava 250.000 battezzati, corrispondenti all'89,3% del totale.
| anno | popolazione | popolazione | popolazione | presbiteri | presbiteri | presbiteri | presbiteri                | diaconi | religiosi | religiosi | parrocchie |
| anno | battezzati  | totale      | %           | numero     | secolari   | regolari   | battezzati per presbitero | diaconi | uomini    | donne     | parrocchie |
| ---- | ----------- | ----------- | ----------- | ---------- | ---------- | ---------- | ------------------------- | ------- | --------- | --------- | ---------- |
| 1948 | 43.137      | 43.391      | 99,4        | 18         |            | 18         | 2.396                     |         |           | 10        | 18         |
| 1966 | 48.650      | 50.000      | 97,3        | 24         |            | 24         | 2.027                     |         | 36        | 75        | 16         |
| 1970 | 54.000      | 55.000      | 98,2        | 24         |            | 24         | 2.250                     |         | 42        | 85        |            |
| 1976 | 70.000      | 74.000      | 94,6        | 31         | 3          | 28         | 2.258                     |         | 43        | 71        | 18         |
| 1980 | 71.400      | 74.800      | 95,5        | 27         | 4          | 23         | 2.644                     |         | 39        | 79        | 17         |
| 1990 | 106.000     | 113.000     | 93,8        | 35         | 10         | 25         | 3.028                     |         | 42        | 98        | 19         |
| 1999 | 165.000     | 180.000     | 91,7        | 29         | 18         | 11         | 5.689                     |         | 18        | 88        | 21         |
| 2000 | 165.000     | 180.000     | 91,7        | 30         | 19         | 11         | 5.500                     |         | 18        | 88        | 21         |
| 2001 | 185.000     | 200.000     | 92,5        | 29         | 18         | 11         | 6.379                     |         | 18        | 85        | 21         |
| 2002 | 180.000     | 200.000     | 90,0        | 32         | 17         | 15         | 5.625                     |         | 24        | 76        | 21         |
| 2003 | 200.000     | 220.000     | 90,9        | 33         | 17         | 16         | 6.060                     |         | 25        | 68        | 21         |
| 2004 | 200.000     | 220.000     | 90,9        | 33         | 17         | 16         | 6.060                     |         | 26        | 62        | 22         |
| 2010 | 220.000     | 245.000     | 89,8        | 29         | 16         | 13         | 7.586                     |         | 14        | 56        | 22         |
| 2014 | 236.000     | 262.600     | 89,9        | 31         | 20         | 11         | 7.612                     |         | 12        | 53        | 22         |
| 2017 | 202.000     | 227.000     | 89,0        | 28         | 15         | 13         | 7.214                     |         | 13        | 53        | 22         |
| 2020 | 236.705     | 243.000     | 97,4        | 33         | 19         | 14         | 7.172                     |         | 20        | 52        | 25         |
| 2022 | 250.000     | 280.000     | 89,3        | 31         | 19         | 12         | 8.064                     |         | 19        | 46        | 25         |